# Им Юна
Им Юна (кор. 임윤아, 林潤妸; род. 30 мая 1990 года), более известная как Юна, — южнокорейская актриса и певица. Дебютировала в августе 2007 года как участница гёрл-группы Girls’ Generation. Помимо деятельности в группе, Юна также активно занимается актёрской карьерой. Её прорывом стала роль в сериале «Ты моя судьба» (2008), которая ознаменовала её карьерный прорыв и принесла ей награды «Лучшая новая актриса» на 23-й KBS Drama Awards и 45-й премии «Пэксан».
С тех пор Юна добилась дальнейшего общественного внимания и актёрского признания с различными типами ролей в телесериалах «Дождь Любви» (2012), «Премьер-министр и Я» (2013), «The K2» (2016) и «Любовь Короля» (2017). Её работа в кино включает «Конфиденциальное назначение» (2017) и «Выход» (2019), ставшие двумя самыми кассовыми фильмами в Южной Корее.
30 мая 2019 года Юна отпраздновала свой 29-й день рождения (30-й в корейском возрасте) выпуском своего дебютного мини-альбома A Walk to Remember, которая стала самым продаваемым альбомом за первые 24 часа внутри страны среди сольных исполнителей.
Успех музыкальной и актёрской карьеры Юны привел её к различным сделкам с CF, в частности, к давнему сотруднику Innisfree, и утвердил её в качестве пионера-кумира-актрисы Халлю.

## Жизнь и карьера

### 1990−2007: Ранняя жизнь и начинания в карьере
Юна родилась 30 мая 1990 года в Сеуле, Республика Корея. Она выросла с отцом и старшей сестрой. В детстве и подростковом возрасте она слушала S.E.S. и мечтала стать певицей. В 2002 году Юна прошла открытое прослушивание в SM Entertainment и провела пять лет сосредотачиваясь исключительно на пении, танцах и актёрстве. Во времена стажировки у неё была низкая самооценка из-за своего голоса, и однажды она думала оставить певческую карьеру и просто стать актрисой. Хореограф убедил её продолжить, сказав, что «будет утратой бросить пение» с её «выдающимися танцевальными навыками». Он также назвал её лучшей танцовщицей в агентстве. Вокально Юна не обладает широким диапазоном, критики описывают её голос как «очень сладкий». До дебюта была представлена публике через музыкальные клипы и рекламные ролики; первым стало появление в видеоклипе TVXQ «Magic Castle» в 2005 году. В августе 2007 года Юна дебютировала в составе Girls’ Generation, став «центром» группы. Популярность SNSD резко возросла после выхода сингла «Gee».
Юна окончила старшую школу Дайона в 2009 году Затем поступила в университет Донгук в феврале 2015 года со своей одногруппницей Сохён.. Она также стала послом данного университета вместе с Наын из A Pink и Пак Хасон.

### 2008−15: Роли в сериалах и популярность за рубежом

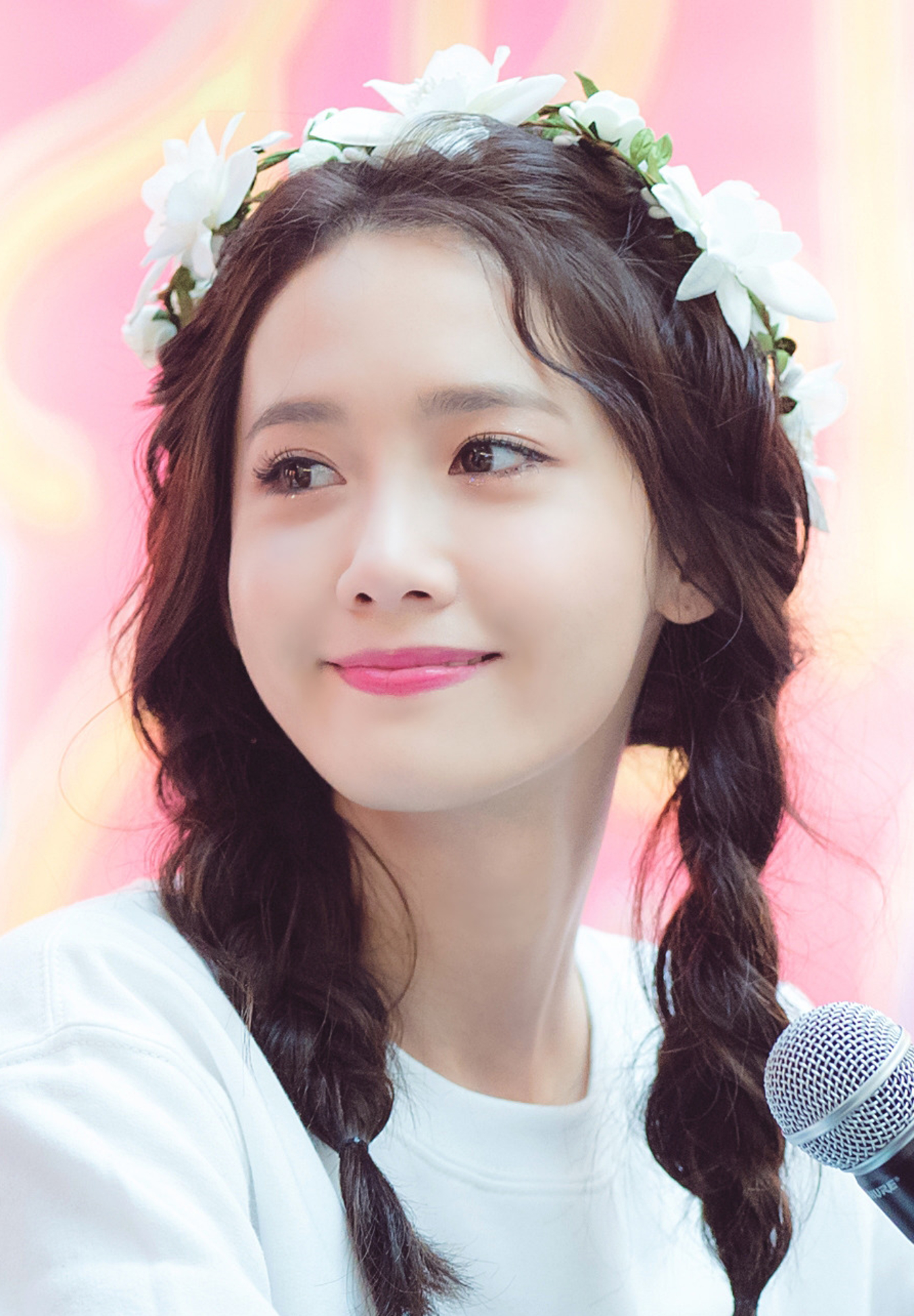
Юна на фансайне Girls' Generation в рамках продвижения Holiday Night, август 2017 года

Дебют Юны в качестве актрисы состоялся ещё до официального дебюта Girls’ Generation в сериале «Любовь как бейсбол». В 2008 году она приняла участие в дораме «Женщина бесподобной красоты», и её игра получила похвалу от известной актрисы Пэ Джонъок. В мае того же года она сыграла одну из главных ролей в сериале «Ты моя судьба», рейтинги которой возросли до 41,5 % и Юна получила широкое признание публики. Она описала свою роль поворотной точкой в её карьере, и выиграла номинации «Лучшая новая актриса» на KBS Drama Awards и «Пэксан». В 2009 году Юна сыграла одну из главных ролей в сериале «Отражение желаний».
В марте 2012 года состоялась премьера дорамы «Дождь любви», в которой Юна сыграла главную женскую роль Проект привлёк внимание зрителей не только в Корее, несмотря на низкие домашние рейтинги, но и за рубежом. Был продан для трансляции в Японии за 10 миллионов долларов.. В декабре 2013 года в свет вышел сериал «Премьер-министр и я», где Юна сыграла роль репортёра, влюбившегося в премьер-министра.

### 2016−настоящее время: Соло дебют, K2 и дебют в кино

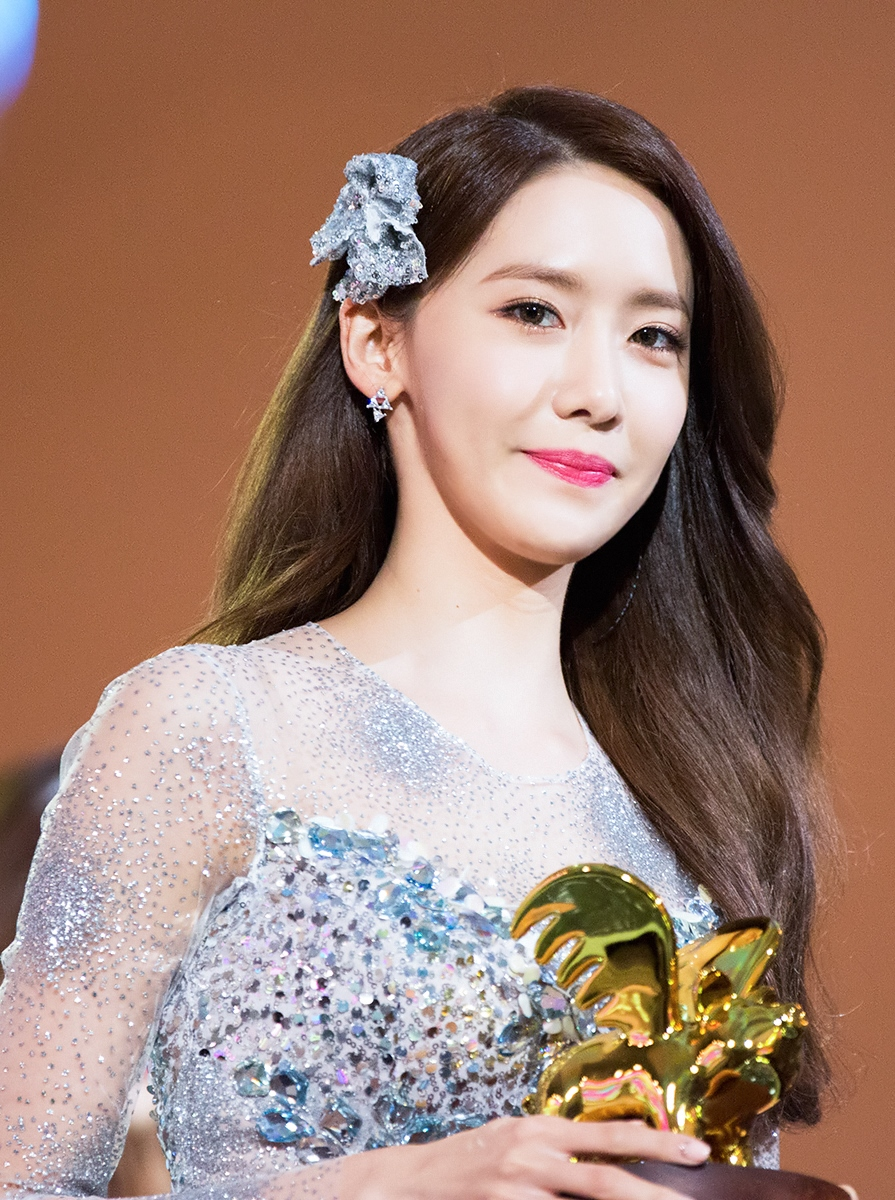
Юна на «Style Icon Asia», в 2016 году.

В марте 2016 года Юна выпустила свой первый сольный сингл «Deoksugung Stonewall Walkway», записанный при участии группы 10 cm в рамках проект SM Station. В апреле состоялся дебют девушки в китайской драме «Бог войны Чжао Юнь».. В августе был выпущен китайский мини-альбом Blossom. В сентябре Юна сыграла главную женскую роль в дораме «К2».
В январе 2017 года состоялся дебют Юны в полнометражном фильме «Конфиденциальное назначение». 17 июля начался показ исторической дорамы «Любовь короля», где Юна также исполнила одну из главных ролей.
В 2018 году Юна присоединилась ко второму сезону шоу Hyori’s Homestay как новый помощник. Она выпустила свой третий сольный сингл «To You» в конце шоу. В августе Юна дебютировала в подгруппе Girls Generation под названием Girls’ Generation — Oh!GG вместе с четырьмя другими участницами SNSD; группа выпустила сингл «Lil’ Touch».
30 мая 2019 года Юна выпустила свой дебютный сольный мини-альбом A Walk to Remember, с ведущим синглом «Summer Night».
В июле Юна снялась в фильме «Выход», вместе с Чо Чжон Соком, который стал одним из самых кассовых южнокорейских фильмов.
В 2020 году Юна снялась в телесериале JTBC «Тишина», где она сыграла репортера-стажера.
В 2021 году Юна снялась в романтической дораме «Чудо».

## Дискография

### Мини-альбомы
| Название           | Детали | Позиции в чартах | Продажи       |           |           |           |
| Название           | Детали | KOR              | Продажи       |           |           |           |
| Корейские          | Корейские | Корейские        | Корейские     | Корейские | Корейские | Корейские |
| ------------------ | --- | ---------------- | ------------- | --------- | --------- | --------- |
| A Walk to Remember | - Релиз: 30 мая, 2019 - Лейбл: SM Entertainment - Формат: CD, digital download                                                                                 | 3                | - KOR: 26,709 |           |           |           |
| Китайский          | |                  |               |           |           |           |
| Blossom            | - Релиз: 4 августа, 2016 - Лейбл: SM Entertainment - Формат: цифровая загрузка Track listing 1. Red Bean 2. A Little Happiness 3. The Moon Represents My Heart | н/д              | н/д           |           |           |           |

### Синглы
| Название                                                                    | Год                | Пиковая позиция в чартах | Продажи (DL)       | Альбом             |
| Название                                                                    | Год                | KOR Gaon                 | Продажи (DL)       | Альбом             |
| Как главный артист                                                          | Как главный артист | Как главный артист       | Как главный артист | Как главный артист |
| --------------------------------------------------------------------------- | ------------------ | ------------------------ | ------------------ | ------------------ |
| «SM Station\|Deoksugung Stonewall Walkway» (덕수궁 돌담길의 봄) (с 10cm)    | 2016               | 24                       | - KOR: 194,752     | н/д                |
| Промосинглы                                                                 |                    |                          |                    |                    |
| «Haptic Motion» (с Джессикой, Тиффани и TVXQ)                               | 2008               | —                        | н/д                | н/д                |
| «Innisfree Day»                                                             | 2010               | —                        | н/д                | н/д                |
| Саундтреки                                                                  |                    |                          |                    |                    |
| «Amazing Grace»                                                             | 2016               | —                        | н/д                | The K2 OST         |
| «—» означает, что релиз не попал в чарт или не был выпущен в данной стране. |                    |                          |                    |                    |

## Фильмография

### Фильмы
| Год  |   | Русское название            | Оригинальное название   | Роль              |
| ---- | - | --------------------------- | ----------------------- | ----------------- |
| 2012 | ф | Я                           | I Am                    | В роли самой себя |
| 2015 | ф | SMTown The Stage            | SMTown The Stage        | В роли самой себя |
| 2017 | ф | Конфиденциальное назначение | Confidential Assignment | Пак Минён         |
| 2019 | ф | Выход                       | Exit                    | Ый Джу            |

### Телевизионные сериалы
| Год       |   | Русское название            | Оригинальное название                     | Роль                  |
| --------- | - | --------------------------- | ----------------------------------------- | --------------------- |
|           | с | Любовь как бейсбол          | Two Outs in the Ninth Inning              | Син Чхуён             |
| 2008      | с | Непрекращающаяся женитьба   | Unstoppable Marriage                      | Седьмая принцесса Ган |
| 2008      | с | Женщина бесподобной красоты | Woman of Matchless Beauty, Park Jung-geum | Миэ                   |
| 2008      | с | Ты моя судьба               | You Are My Destiny                        | Чан Сэбёк             |
| 2009      | с | Отражение желаний           | Cinderella Man                            | Сё Юджин              |
| 2012      | с | Дождь любви                 | Love Rain                                 | Ким Юнхи/Чон Хана     |
| 2013      | с | Премьер-министр и я         | Prime Minister and I                      | Нам Дачхон            |
| 2015      | с | Потому что это впервые      | Because It's The First Time               | В роли самой себя     |
| 2016      | с | Бог войны Чжао Юнь          | God of War, Zhao Yun                      | Зяо Кингю/Ма Юрой     |
| 2016      | с | К2                          | The K2                                    | Го Анна               |
| 2017      | с | Любовь короля               | Wangeun saranghanda                       | Хан Ёнсан             |
| 2022      | с | Болтун                      | Big Mouth                                 | Ко Михо               |
| 2023—2023 | с | Король земли                | King the Land                             | Чхон Саран            |

## Награды и номинации
| Год  | Премия                                   | Номинация                                                          | Что номинировано            | Результат | Ссылка |
| ---- | ---------------------------------------- | ------------------------------------------------------------------ | --------------------------- | --------- | ------ |
| 2008 | Korea Drama Awards                       | Популярность Нетизенов                                             | Ты моя судьба               | Победа    | [ 50 ] |
| 2008 | KBS Drama Awards                         | Лучшая новая актриса                                               | Ты моя судьба               | Победа    | [ 51 ] |
| 2008 | KBS Drama Awards                         | Награда Нетизенов                                                  | Ты моя судьба               | Победа    |        |
| 2009 | «Пэксан»                                 | Лучшая новая актриса (ТВ)                                          | Ты моя судьба               | Победа    | [ 52 ] |
| 2009 | «Пэксан»                                 | Самая популярная актриса (ТВ)                                      | Ты моя судьба               | Победа    |        |
| 2010 | «Пэксан»                                 | Самая популярная актриса (ТВ)                                      | Отражение желаний           | Победа    |        |
| 2012 | Mnet 20’s Choice Awards                  | Женская звезда драм 20-ти                                          | Любовь дождя                | Номинация |        |
| 2012 | KBS Drama Awards                         | Награда за особые успехи (актриса мини-сериалов)                   | Любовь дождя                | Номинация |        |
| 2012 | KBS Drama Awards                         | Награда Нетизенов                                                  | Любовь дождя                | Победа    | [ 53 ] |
| 2013 | «Пэксан»                                 | Самая популярная актриса (ТВ)                                      | Любовь дождя                | Номинация |        |
| 2013 | KBS Drama Awards                         | Награда за особые успехи (актриса мини-сериалов)                   | Премьер-министр и я         | Победа    | [ 52 ] |
| 2013 | KBS Drama Awards                         | Лучшая пара с Ли Бомсу                                             | Премьер-министр и я         | Победа    | [ 54 ] |
| 2013 | KBS Drama Awards                         | Награда Нетизенов                                                  | Премьер-министр и я         | Номинация | [ 55 ] |
| 2014 | «Пэксан»                                 | Самая популярная актриса (ТВ)                                      | Премьер-министр и я         | Номинация |        |
| 2014 | Seoul International Youth Film Festival  | Лучшая молодая актриса                                             | Премьер-министр и я         | Номинация |        |
| 2015 | Global Luxury Award                      | Международная туристическая организация конгрессов с Линь Гэнсинем | Бог войны Чжао Юнь          | Победа    | [ 56 ] |
| 2015 | National Tax Service of South Korea      | Лучшая государственная налоговая выплата                           | N/A                         | Победа    | [ 57 ] |
| 2015 | Busan International Advertising Festival | Лучший корейский пресс-секретарь в Китае                           | N/A                         | Победа    |        |
| 2016 | Asia Artist Awards                       | Азиатская звезда (актриса)                                         | N/A                         | Победа    | [ 58 ] |
| 2016 | Asia Artist Awards                       | Награда за популярность (актриса)                                  | N/A                         | Победа    | [ 58 ] |
| 2016 | Korea’s Best Dresser Swan Awards         | Лучший наряд                                                       | N/A                         | Победа    | [ 59 ] |
| 2016 | Ceci Beauty Award                        | Азиатская модная звезда                                            | N/A                         | Победа    | [ 60 ] |
| 2017 | «Пэксан»                                 | Лучшая новая актриса (фильм)                                       | Конфиденциальное назначение | Номинация | [ 61 ] |
| 2017 | «Пэксан»                                 | Самая популярная актриса (фильм)                                   | Конфиденциальное назначение | Победа    | [ 62 ] |